# Yossi Banai

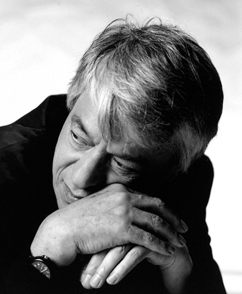
Yossi Banai (1998)

Yossi Banai (hebräisch יוֹסִי בַּנַּאי; geboren am 13. April 1932 in Jerusalem, Völkerbundsmandat für Palästina; gestorben am 11. Mai 2006 in Tel Aviv, Israel) war ein israelischer Chansonnier, Schauspieler und Schriftsteller.

## Leben und Karriere
Yossi (eigentlich Yosef) Banai wurde in Jerusalem in der britischen Mandatszeit geboren und wuchs in der jüdischen Neustadt Jerusalems in der Nähe des Machane-Jehuda-Marktes in einfachen Verhältnissen auf, in einer Familie, die zahlreiche Künstler hervorbrachte. Die Volksschule brach er nach der sechsten Klasse ab, um Schauspieler zu werden, und erwarb sich autodidaktisches Wissen.
In seinem Wehrdienst in der israelischen Armnee wurde er einer der ersten Mitglieder der Nachal-Truppe und schloss sich später dem Habimah-Theater an. In zahllosen Produktionen arbeitete er mit den meisten Theatertruppen in Israel zusammen. Eine besonders enge Kooperation ergab sich mit dem Dramaturgen und Autor Nissim Aloni. Banai stand in mehreren Uraufführungen seiner Stücke auf der Bühne sowie in den Werken von Hanoch Levin.

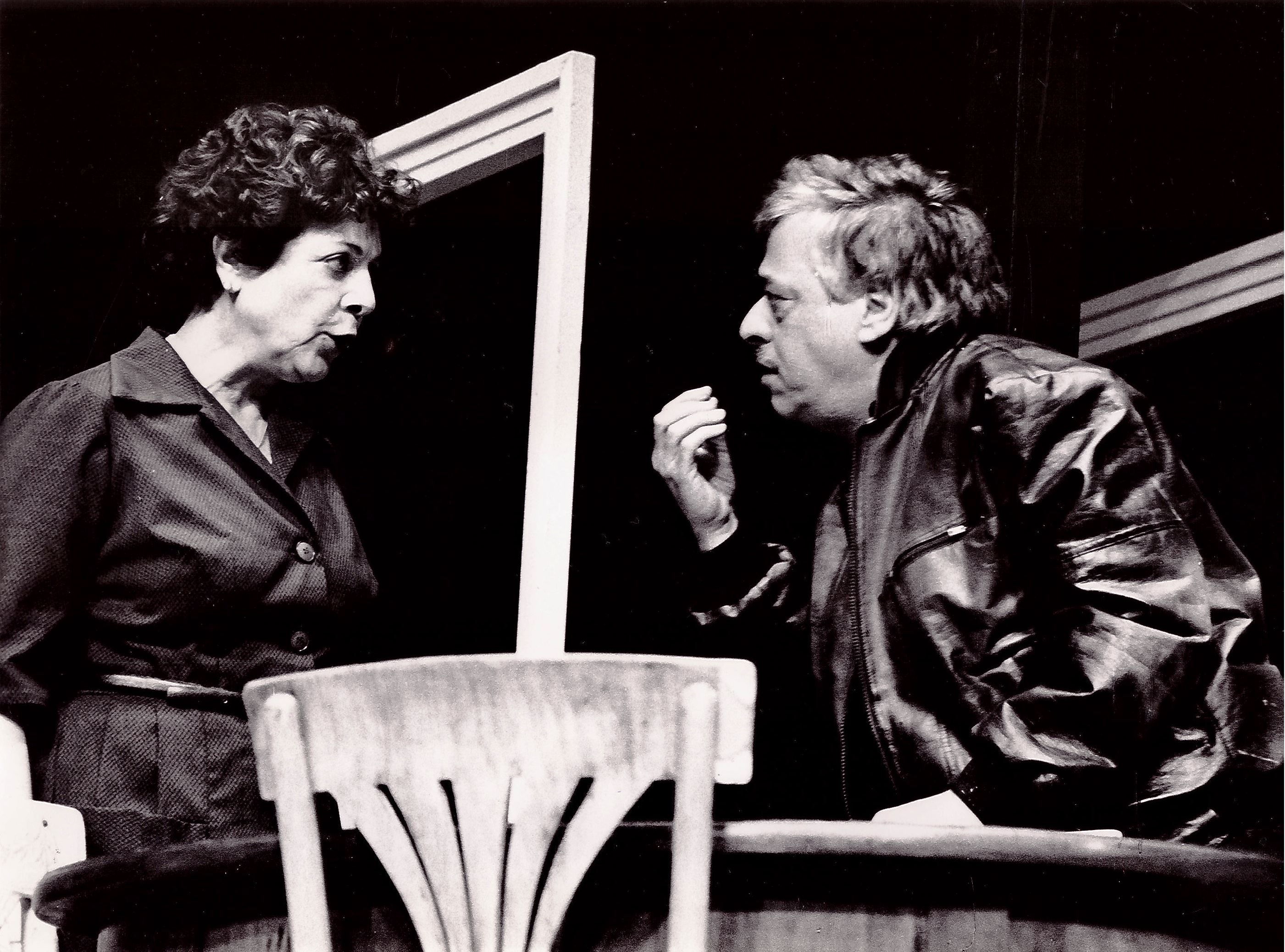
Yossi Banai mit Rivka Gur in Blick von der Brücke von Arthur Miller, 1990

Als Kabarettist schrieb er mehrere Revuen, die er meist als Solist darbot. Zudem verfasste er Sketche für das Komiker-Trio Hagashash Hachiver, wobei zahlreiche ihrer Wortschöpfungen in die israelische Umgangssprache eingingen. Als Filmschauspieler war Banai unter anderem zusammen mit Chaim Topol, Gila Almagor und Shaike Ophir in Ervinka von Ephraim Kishon zu sehen.
Als Sänger wurde Banai für seinen persönlich geprägten Präsentationsstil bekannt. Besonders zeichnete er sich in der Darbietung von Chansons von Georges Brassens und Jacques Brel aus, die Naomi Shemer für ihn aus dem Französischen ins Hebräische übersetzte und daneben auch eigene Lieder für ihn schrieb.
Nach einer Krebserkrankung starb Banai 74-jährig in Tel Aviv und wurde auf dem Friedhof des Kibbuz Giwat Haschloscha begraben. Er hinterließ seine Frau und drei Söhne, darunter Yuval Banai, den Sänger der Rockband Mashina.
1988 wurde er in der Sparte Theater mit dem Israel-Preis ausgezeichnet.

## Diskografie

### Singles (Auswahl)
- 1973: אהבה בת 20
- 1979: אני וסימון ומואיז הקטן
- 1979: מרוב אהבה
- 1987: ערב עירוני
- 1995: תחזור תחזור (mit Mashina)